# Nutcrackers
Nutcrackers è un film commedia drammatica statunitense del 2024 diretto da David Gordon Green, scritto da Leland Douglas e interpretato da Ben Stiller.
Il film è stato presentato in anteprima in occasione dell'apertura del Toronto International Film Festival del 2024.

## Trama
Un uomo metropolitano e stakanovista deve trasferirsi in campagna per prendersi cura di quattro vivacissimi e irrefenabili nipoti rimasti orfani all'improvviso.

## Produzione
Scritto da Leland Douglas e sviluppato da Rough House Pictures, il film è diretto da David Gordon Green. Ben Stiller sta producendo il film tramite Red Hour Films. Producono anche John Lesher per Red Hour Films e Rob Paris e Mike Witherill di Rivulet Media, e Nate Meyer di Rough House. Green sta girando il film su pellicola da 35 mm.
Ben Stiller è stato scelto come protagonista del cast nel dicembre 2023, il suo primo ruolo da protagonista in un film dopo sei anni. Nel gennaio 2024, Linda Cardellini, Edi Patterson, Tim Heidecker e Toby Huss si sono uniti al cast. Le riprese principali sono iniziate a Wilmington, Ohio, alla fine del 2023 e si sono concluse intorno a gennaio 2024 fuori Cincinnati.

## Distribuzione
In Italia viene distribuito su Disney+ a partire dal 29 novembre 2024.